# 脇田潤
脇田 潤（わきた じゅん、1974年8月23日 - ）は株式会社コナミデジタルエンタテインメント所属のゲームミュージックの作曲家(コンポーザー)。BEMANIシリーズのゲームに楽曲を提供し、制作に携わるゲームクリエイターである。埼玉県坂戸市出身。血液型はAB型。
制作したゲームの公式サイトやイベントではwac(わっく)と名乗る。初期は「獅子座のわっく」と名乗っていたが、後に、結局獅子座ではなく乙女座であることを告白。2016年新ゲーム"ノスタルジア"よりサウンドディレクション担当。

## 略歴
埼玉県立川越高等学校(当時、音楽(合唱)部所属；全国大会に2回出場)を卒業後1浪、早稲田大学、コナミスクール(コナミの設立したゲームクリエイター養成学校)を経てコナミ（現コナミデジタルエンタテインメント）に入社。
以後、BEMANIシリーズ、特に『pop'n music』や『beatmania IIDX』の制作に携わる。なお、dj TAKAとはコナミスクール時代からの同期。東京ヤクルトスワローズのファンである。
『pop'n stage』、『pop'n music アニメロ2号』のサウンドディレクターを経て、その後は『pop'n music 6』以降のpop'n musicシリーズの中核を担うサウンドディレクターとして制作の中心に立つ。なお、サウンドディレクション以外には主にゲーム譜面製作活動が多く、「曲を書かないサウンドディレクター」と自称していた時期もあった。
自身が作る譜面にはその難易度において大きな特徴が見られ、低難度譜面は曲自体の音数を減らすアレンジを施してまで簡単にプレイできるように作られている場合があるが、その一方で高難度譜面は階段配置などの仕掛けを多用してとことん難しくなるように仕上げられている。前者には『beatmania IIDX』収録の「murmur twins」や「Spica」のNORMAL譜面が挙げられ、ボタンに割り当てられている音がわかりやすくなっており、初心者でも曲の演奏を楽しみやすい工夫がなされている。後者には『beatmania IIDX』の「ピアノ協奏曲第1番“蠍火”」のANOTHER譜面が挙げられ、こちらは初出時はONE MORE EXTRA STAGE曲(いわゆるボス曲と称される譜面)で、現在はさらに難しい曲が増えたため霞んではいるものの未だに高難易度曲である。さらに『beatmania IIDX 17 SIRIUS』に収録されている「ワルツ第17番 ト短調"大犬のワルツ"」に至ってはNORMAL・HYPER・ANOTHER譜面、さらにシングルプレイとダブルプレイでBPMはおろか曲長さ自体が違うというその特徴がよく判る曲と譜面になっている。
作曲上では基本的に鍵盤上でメロディを考えるため、彼の曲のギター部分を担当したギタリストからは「ギター泣かせのコードがいっぱい」(森野誠一)、「ありえない手つきを余儀なくされる複雑なコード進行」(good-cool)というコメントがされることもある。実際、「Little Prayer」のコメントで、演奏に参加した泉陸奥彦や肥塚良彦に謝っていた。「moon_child」では音を外してしまわないように1音ずつおそるおそるギターを弾いたという話もある(実際、ギターは弾けないと公言している)。
各作品の公式サイト上では、独特なノリの長文コメントを多用することでも有名だが、近年は稼動直後のコメントでは1行だけのコメントとすることも多い。また、事情があってコメントが間に合わないアーティストに代わってコメントをすることもしばしば(例えば、『beatmania IIDX 13 DistorteD』の「Concertino in Blue」の解説を作曲者である佐々木博史に代わって務めた。後に佐々木のコメントが追加掲載された)。
なお自らwacと名乗っているにもかかわらず楽曲の殆どがwac名義ではなく別名義(もしくはwacと他アーティストの名義を交えた合同名義)であり、「wac」名義が単独で使われたのは唯一ファーストアルバムである『音楽』のイントロダクションであるピアノ独奏曲「Ⅰ」のみとなっている。

wacのアイコン。着ぐるみやお面もこの猫が使われている。

また、近年『ノスタルジア』に書き下ろされる楽曲にはアーティスト名が記載されておらず、本来アーティスト名が表記される部分が空白になっているものが多い。
他にも曲を移植する際、単に移植するのでなくアレンジを加える事が多く、前出の難易度別にアレンジを変える同様細かい配慮を欠かさない人物である。
ライブイベントにおいては主にピアノ、シンセサイザーの演奏を担当することが多い。近年ではネタとしてエアカデンツァ（すなわち弾いた振り）を披露したり『最近は自動演奏という便利なものがありましてね』と本人が茶化していたりするが、AOU2011で『beatmania IIDX 18 Resort Anthem』収録の「perditus†paradisus」のピアノパートを、ある程度の簡略化を加えているとはいえ生演奏するなど、実際の演奏技術は高い。
イベントや映像に出演する際、顔出しを行わず自費でレンタルした猫の着ぐるみを着ていることが多かったが、2011AOUアミューズメントエキスポのポップンのイベントの際に着ぐるみが仕分けられたため、これ以降は着ぐるみと同じデザインの自作の猫のお面を被っての登場となっている。このように顔出しを行わなくなった近年では、映像上で顔を確認できるのはカメラが回っていないと勘違いしてお面を外す等、偶発的な場面に限られる。ただし、イベントにおいても映像化されない場面では顔出ししている場合がある。

## 主な作曲楽曲
大学時代に所属していた音楽サークルで培った人脈を活用した楽曲が多い。
※括弧内はゲームで表示される名義。歌手名もしくはユニット名である。楽曲のうち、いくつかの曲は12星座がモチーフとなっている。2021年12月時点で、まだ星座と楽曲の結びつきが無いのはいて座のみ。

### beatmania IIDX
- 5th style
  - OVER THE CLOUDS (Lala Moore)
  - Regulus (DJ.W)[5] (しし座)
- 6th style
  - Linus (LEGO STUDIO)
- 7th style
  - Spica (D.JW) (おとめ座)
- 8th style
  - murmur twins (yu_tokiwa.djw) (ふたご座)
- 9th style
  - moon_child (少年ラジオ) (かに座)
  - Make A Difference (Lala Moore with CoCoRo*Co)
- 10th style
  - Lucy (ELE BLOCK)
- 11 IIDX RED
  - ピアノ協奏曲第1番“蠍火” (virkato) (さそり座)
- 12 HAPPY SKY
  - garden (青野りえ)
  - Little Little Princess (SHRINE 418) - Handsome JET Projectとの合作で、常盤ゆうも歌唱に参加
- 13 DistorteD
  - Ganymede (玄武) (みずがめ座)
- 14 GOLD
  - smile (miru_maki.gjw)
- 15 DJ TROOPERS
  - 少年A (少年ラジオ) - dj TAKAのアルバム「milestone」より
  - oratio (蓑舞衆)
- 16 EMPRESS
  - 卑弥呼 (朱雀 VS 玄武) - DJ YOSHITAKAとの合作
  - Time to Empress (家庭用:dj TAKA feat. wac & secret K)
- 17 SIRIUS
  - ワルツ第17番 ト短調"大犬のワルツ" (virkato)
- 18 Resort Anthem
  - 旅人リラン (XOGO BRYKK)
  - perditus†paradisus (iconoclasm) - dj TAKAとの合作
- 19 Lincle
  - prompt (w×s ft.*spiLa*) - Sota Fujimoriとの合作
  - DIAVOLO (度胸兄弟) - L.E.D.との合作。フランツ・リスト「主題と変奏」のアレンジ[6]
- 20 tricoro
  - rumrum triplets (yu_tokiwa.djw)
  - Thor's Hammer (ユニバーサル度胸兄弟) - L.E.D.との合作。フランツ・リスト「ラ・カンパネッラ」のアレンジ
- 21 SPADA
  - 牧神笛吹きて (楽士ゾディアック) (やぎ座)
- 22 PENDUAL
  - もっと!モット!ときめき feat.松下 (シャイニング度胸兄弟) - L.E.D.との合作。金月真美「もっと!モット!ときめき」のカバー
- 23 copula
  - 駅猫のワルツ (ミニョンヌ鉄道兄弟) - L.E.D.との合作。フレデリック・ショパン「猫のワルツ」のアレンジ
- 27 HEROIC VERSE
  - Dans la nuit de l'éternité (BEMANI Sound Team "レ・度胸兄弟") - L.E.D.との合作。フレデリック・ショパン「英雄ポロネーズ」のアレンジ
- 28 BISTROVER
  - Ignis✝Iræ (BEMANI Sound Team "神")
- 31 EPOLIS
  - アイドル (Covered by BEMANI Sound Team "HuΣeR × wac" feat. 佐伯伊織) - HuΣeRとの合作。YOASOBIの「アイドル」のカバー

### pop'n music
- pop'n music 7
  - カモミール・バスルーム (常盤ゆう)
- pop'n music 10
  - Votum stellarum (iconoclasm)
  - murmur twins (guitar pop ver.) (yu_tokiwa.djw merge scl.gtr) - 同名曲をgood-coolと共にアレンジ
  - dandelion (sotaro) - pop'n music GBに収録の同名曲のアレンジ
- pop'n music 11
  - 僕の飛行機 (宮永やよい)
  - 怒れる大きな白い馬 (Morning Blue Dragon)
- pop'n music 12 いろは
  - Vairocana (五条式 改) [7]
- pop'n music 13 カーニバル
  - ポップミュージック論 (ギラギラメガネ団) - 水野敏宏、関口祐介(セキー)、石井栄登(ギラギラ)との合作
  - カーニバルの主題による人形のためのいびつな狂想曲 (家庭用:楽士カンタビレオ) - ポップンカーニバルマーチ(TOMOSUKE)のアレンジ
- pop'n music 14 FEVER!
  - hora de verdad (Vandalusia改) - Ryu☆との合作
  - 踊るフィーバーロボ (ダニエル&eimyとよしくん)
  - World Spider Web (家庭用:(Wly) & The hampatensions)
- pop'n music 15 ADVENTURE
  - ロクブテ (水玉フミッパーズ)
  - なつやすみのぼうけん (5年3組アンサンブルクラブ)
  - Votum stellarum -forest #25 RMX- (iconoclasm) - dj TAKAのアルバム「milestone」より。曲中のピアノ演奏を担当
  - neu (少年ラジオ)
- pop'n music 16 PARTY
  - chilblain (Glaring Radiokids)
  - Little Rock Overture (惑星計画)
- pop'n music 17 MOVIE
  - 背水之陣 (すわひでお) - ギター演奏に96が参加
  - Spring Comes Around (In Like a Lion) (Sota Fujimori Rmx by wac) - Sota Fujimoriのアルバム「SYNTHESIZED」より
  - 音楽 (弁士カンタビレオ)
- pop'n music 18 せんごく列伝
  - 辞世テンプレート (ギラギラ眼帯団)
  - ポップミュージック続論 (ギラギラメガネ楽団 feat. MAKI) - 「V-RARE SOUND TRACK 15」に収録されていた同曲のゲームバージョン
  - 序 (かむがたりべ)
- pop'n music 19 TUNE STREET
  - 面影橋 (Traveling Fan Troop)
  - Remain (ZERO+ZIBA) - kors kとの合作
  - BabeL ～roof garden～ (Capital Wage Association)
- pop'n music 20 fantasia
  - そして世界は音楽に満ちた (wac+seiya) - 村井聖夜との合作
  - 情操ディストピア (mami)
- pop'n music Sunny Park
  - うた (mami)
  - 生命の焔纏いて (WALPULG) - Sota Fujimoriとの合作
- pop'n music ラピストリア
  - ベルガモット組曲 (常盤ゆう)
  - Innocence (ZERO+ZIBA)
  - L-an!ma (Master of Lapis) - PON・TAGとの合作
  - MAGICAL SUMMER SMILE (wac feat. VENUS) - VENUS(Sota Fujimori・DJ YOSHITAKA)との合作。jubeat prop、REFLEC BEAT groovin'!! Upperとの同時収録
- pop'n music éclale
  - 恋歌疾風! かるたクイーンいろは (ねこまんまチーム！)
- pop'n music うさぎと猫と少年の夢
  - アルレシャ　(深海ゾディアック) (うお座)
  - 朝までワンモアラブリー(onemore 90's lovery)（アイコノクラズム）
  - HγMπ (Zutt) - PONとの合作。
  - o✝o (αωc)
- pop'n music peace
  - Vilclum stellaum (iconoclasm)
  - プロレタリア狂騒歌（ギリギリメガネ団）
  - ラベンダー最終定理（常盤ゆう）- TOMOSUKE・SYUNNとの合作。
  - さよならのうた (aprésmidi) - 曲中に竹安弘の「HERE COMES POP'N MUSIC」の一節が引用されている
- pop'n music portable
  - Ensemble Forecast 3/28 (LekSak)
- pop'n music portable 2
  - uən (少年ラジオ)

### GuitarFreaks&DrumMania
- GuitarFreaksV&DrumManiaV
  - Little Prayer (土岐麻子)
- GuitarFreaksV3&DrumManiaV3
  - 繚乱ヒットチャート (ギラギラメガネ団)
- GuitarFreaks XG&DrumMania XG
  - On top of the world (LUCA)
- GuitarFreaks XG2&DrumMania XG2
  - gloom (w/Akino) - Akinoとの合作
- GITADORA FUZZ-UP
  - I LOVE uUu ～Holy Graduation～ (CHERRY BLOSSOMS(ASAKI & wac))

### Dance Dance Revolution
- SuperNOVA2
  - Saturn (Mr.Saturn)
  - Votum stellarum -forest #25 DDR RMX- (iconoclasm) - 同名曲の曲編成をDDR用に再構成したもの
- 北米版HOTTEST PARTY 2
  - Habibe (Antuh muhleke) (Wendy Parr) - 後にフルフル♪パーティーに移植
- 北米版HOTTEST PARTY 3
  - La libertad (Cheryl Horrocks) - 後にMUSIC FIT、DDRX2に移植

### ee'MALL
- ペパーミントは私の敵 (常盤ゆう) - pop'n music、GuitarFreaks、DrumMania用楽曲として配信
- mind (Atsu & 祖師ヶ谷トップブリーダーズ) - pop'n music用楽曲として配信

### jubeat
- ripples APPEND
  - 少年リップルズ (常盤ゆう)
- knit APPEND
  - キルト (Des-Sana＋wpt9) - Des-ROWとPON、TOMOSUKE、96との合作。Sanaがボーカルを担当
- saucer
  - アストライアの双皿 (ZODIACSYNDICATE) (てんびん座)
- saucer fulfill
  - Milchstraße (Buluka & Nilo)
- festo
  - BEEF (BEMANI Sound Team "牛") (おうし座) - L.E.D.、S-C-Uとの合作

### REFLEC BEAT
- REFLEC BEAT
  - クシコス☆ポスト-青春SKAパンク ミックス！-（TASUKI BOYZ） - ヘルマン・ネッケ「クシコス・ポスト」のアレンジ
  - 幻想リフレクト (イルカブ)
- REFLEC BEAT colette
  - ストレイ・マーチ (少年ゾディアック) (おひつじ座)
- REFLEC BEAT plus
  - I LOVE SAKURA (CHERRY BLOSSOMS (ASAKI & wac)) - あさきとの合作、後にgroovin'に移植
- REFLEC BEAT groovin'!!
  - I LOVE SUNFLOWER (CHERRY BLOSSOMS (ASAKI & wac))
  - I LOVE COSMOS (CHERRY BLOSSOMS (ASAKI & wac))
- REFLEC BEAT VOLZZA
  - 神よ、ニャンコを与えたまえ! (かめりあ feat.ななひら&謎の黒猫神 W) - 歌唱参加

### ノスタルジア
- ノスタルジア
  - I (wac)
  - nostos (Setaria Virtuoso)
  - neko fun jitter (Neko M@mma Team)
- ノスタルジア ƒORTE
  - U.N.オーエンは彼女なのか？ (Arranged by 幻樂士カンタビレオ)
  - ambages（amnesia ）
  - phantasmagoria
  - Vide Nostalgia
- ノスタルジア Op.2
  - virkatoの主題によるperson09風超絶技巧変奏曲 (Wakmaninov Akhutaninov) - The 8th KONAMI Arcade Championship ノスタルジアOp.2ベーシック部門決勝楽曲。 - Akhutaとの合作
  - viator in vitro
  - minne
  - Voca Nostalgia - Akhutaとの合作
- ノスタルジア Op.3
  - nostos algos (BEMANI Sound Team "Setaria Virtuoso")

### イベント楽曲
- 私立BEMANI学園
  - 創世ノート (PON+wac) - PONとの合作
- クプロ・ミミニャミ・パステルくんのみんなで宇宙戦争!!
  - Zirkfied (iconoclasm)
- 熱闘！BEMANIスタジアム
  - 轟け！恋のビーンボール！！ (ダイナミック野球兄弟 v.s. クロスファイヤーPrim) - L.E.D.との合作。ボーカルはPrim
- GUMI生誕祭2014
  - idola (iconoclasm feat.GUMI) - ボーカルはMegpoid
- 発見！よみがえったBEMANI遺跡
  - KHAMEN BREAK (くふおー) - Cody、泉陸奥彦、DJ TOTTO、TAG、Hommarjuとの合作
- pop'n music×ノスタルジア共演会
  - TRUTH behind U (Zutt) - PONとの合作
- The 10th KONAMI Arcade Championship
  - 世界の果てに約束の凱歌を (Zutt feat. NU-KO) -エントリー特典兼課題曲。各機種ごとでアレンジが異なる
- BEMANI 2021 真夏の歌合戦5番勝負
  - スーパー銭湯ババンバーン (すわひでお,秋成,かぼちゃ,藍月なくる,NU-KO by BEMANI Sound Team "八戸亀生羅")
- BEMANI SYMPHONY Concert 2022
  - ピアノ独奏無言歌 "灰燼" (BEMANI Sound Team "Virkato Wakmaninov")

## ディスコグラフィ
- 音楽（2012年2月15日）- KONAMI
  - 2枚組。初回限定盤と通常版の2バージョンがリリース。
  - 楽曲は、特記がない限り、全てアルバム用に再編曲されたロングバージョン。
  - 収録楽曲（Disc1）
    1. I
      - 唯一の書き下ろし楽曲。読み方は「プリモ」。
      - 「pop'n music 17 THE MOVIE」収録曲『音楽』の曲終了後に流れる短いピアノのフレーズをピアノ独奏曲として独立させた1分未満の小曲である。後にノスタルジアに収録。上述の通り、ゲーム内で「wac」の単独名義が使用された楽曲は、現時点ではこの曲のみである。

    2. Little Rock Overture
    3. ポップミュージック論
    4. 面影橋
    5. garden
    6. On top of the world
    7. Ensemble Forecast 3/28
    8. murmur twins
    9. 少年リップルズ
    10. Little Prayer
    11. neu
      - 過去にサウンドトラック「pop'n music 15 ADVENTURE AC ♡ CS pop'n music 14 FEVER!」に収録されたロングバージョンをさらに再編曲したもので、アルバムでは最長となる約12分近い演奏時間の楽曲である。
      - 楽曲構成は、サントラ版「neu」のあと、アルバムに収録されていないwac作曲のタイトル全曲がゲーム収録順に数秒ずつメドレーで流れ[8]、しばらく無音になる。その後、「moon_child」が小さく流れた後に「uǝn」が流れ、最後に再び「neu」が流れる。

  - 収録楽曲（Disc2）
    1. ピアノ協奏曲第1番 "蠍火"
      - 過去にサウンドトラック「beatmania IIDX11 -IIDX RED- ORIGINAL SOUNDTRACK」に収録されたロングバージョンを再編曲したもので、オーケストラによる生演奏で収録されており収録時間が原曲よりも長くなっている。

    2. ワルツ第17番 ト短調 "大犬のワルツ"
    3. "音楽"
      - 「pop'n music 17 THE MOVIE」収録の同名曲のLONGバージョン。編曲及びピアノ演奏は久保田修が担当している。
      - 曲調は原曲と大幅に異なり、原曲よりもゆったりとした曲調になっている。また、終盤で「「pop'n music 19 TUNE STREET」収録曲「トワイライトチャイム」の出だしのフレーズが引用されている。

## その他

### 主な編曲 パート提供曲
- Homesick Pt.2 & 3 (game long ver.) (ORANGENOISE SHORTCUT) - pop'n music 7に移植・変更の際に編曲担当
- cobalt (Des-ROW.組スペシアル) - wakk名義の元で、声にならない声と譜面製作の援助担当
- 男々道 (Des-ROW.組) - wakk名義の元で、譜面製作の援助担当
- 柳小路のシスター (Shine All Stars) - コーラス参加
- Pop'n Xmas 2004 ～電子ノウタゴエ～ (strawberry barium "s") - 村井聖夜、右寺修との合作。クリスマス楽曲の編曲メドレー
- MY (よしくんと荒牧陽子さん) - オルガン演奏
- Gradation (The Natural Mahoganies) - 水野敏宏、関口祐人(セキー)、Yum!Yum!ORANGEのイチロー、鉄の男アイアン(自分の使っているクレジットカードの会社の社員)、akinoとの合作
- High School Love (DJ YOSHITAKA feat. DWP) - ピアノ演奏
- 麻雀格闘倶楽部特別接続曲 (麻雀格闘倶楽部) - 妹尾和浩、Y.T.、Kozo Nakamura、Tatsh、TOMOSUKEとの合作

### Remix曲 特典曲
- Tangeline ～philosophical mix～ (wacとか) - 家庭用『pop'n music 9 特別版』購入特典CD「V-RARE SOUND TRACK 7」収録曲。「Tangeline」のアレンジ
- ポップミュージック続論 (ギラギラメガネ楽団 feat. MAKI) - 家庭用『pop'n music 13 カーニバル 特別版』購入特典CD「V-RARE SOUND TRACK 15」収録曲。「ポップミュージック論」のアレンジ
- Votum stellarum -forest #25 RMX- (iconoclasm) - dj TAKAのアルバム「milestone」収録曲。Votum stellarumのセルフリミックス
- A -少年A- (少年ラジオ) - dj TAKAのアルバム「milestone」収録曲。
- 踊るフィーバーロボ (Long ver) (ダニエル&eimyとよしくん) - 家庭用『pop'n music 14 FEVER! 特別版』購入特典CD「V-RARE SOUND TRACK 16」収録曲。同曲のロングバージョン
- PreDAWN -wac relying on 堀澤麻衣子 (wac) - L.E.D.のアルバム「電人K」収録曲
- Spring Comes Around -In Like a Lion- (wac) - Sota Fujimoriのアルバム「SYNTHESIZED」収録曲
- Narcissus At Oasis -Ekho At Ruin Mix- (wac) - Ryu☆のアルバム「starmine」収録曲
- 01apple (moolit_seiren mix) remixed by Jun Wakita (risette) - risetteのアルバム「Extras」収録曲
- RADIUS -feat.wac- - 阿部靖広のアルバム「RADIUS OF PLANETS」収録曲